# Miss Continental
Miss Continental é um concurso anual de drag queens fundado em 1980 por Jim Flint. O concurso tem lugar no Baton Show Lounge em Chicago, Illinois, e geralmente é realizado no fim de semana do feriado norte-americano Labor Day. 

## História
Jim Flint organizou o primeiro concurso de Miss Continental em 1980, com o objectivo de criar uma competição inclusiva para todas as artistas drag ou imitadoras femininas, incluindo aquelas que tomavam hormônios ou sofreram cirurgias de aprimoramento.
A primeira competição contou com 14 participantes. Dez anos depois, em 1990, a competição contava com 44 concorrentes na final e 25 provas preliminares nos Estados Unidos. 

## Competições
Também conhecido como Continental Pageantry System (Sistema Continental de Concursos), o concurso tem diferentes tipos competições:
- Miss Continental: estreou em 1980 para artistas drag.
- Miss Continental Plus: estreou em 1991 para competidoras com mais de 225 lb (100 kg).
- Miss Continental Elite: criado em 2004 para artistas com mais de 40 anos.
- Mr. Continental: formado em 2003 para artistas masculinos.[1][5]
- Mr. e Miss Continental Newcomer: criado em 2023 para novos artistas.[6]

Anteriormente, tanto o Miss Continental Plus quanto o Miss Continental Elite eram realizados anualmente no fim de semana da Páscoa, em Chicago. Atualmente, todas as competições são realizadas no fim de semana do Labor Day.
Os concorrentes mostram cinco looks e realizam uma prova de talento. Mais de 40 competições preliminares ocorrem ao redor do mundo, com os finalistas a atuar em Chicago para o evento.

## Vencedores
| Year | Miss Continental                        | Miss Continental Plus                   | Miss Continental Elite                      | Mister Continental                      | Miss Continental Newcomer | Mr. Continental Newcomer |
| ---- | --------------------------------------- | --------------------------------------- | ------------------------------------------- | --------------------------------------- | ------------------------- | ------------------------ |
| 1980 | Chilli Pepper                           |                                         |                                             |                                         |                           |                          |
| 1981 | Heather Fontaine                        |                                         |                                             |                                         |                           |                          |
| 1982 | Tiffany Arieagus                        |                                         |                                             |                                         |                           |                          |
| 1983 | Chena Black                             |                                         |                                             |                                         |                           |                          |
| 1984 | Cherine Alexander                       |                                         |                                             |                                         |                           |                          |
| 1985 | Maya Douglas                            |                                         |                                             |                                         |                           |                          |
| 1986 | Tandi Andrews                           |                                         |                                             |                                         |                           |                          |
| 1987 | Dana Douglas                            |                                         |                                             |                                         |                           |                          |
| 1988 | Kelly Lauren                            |                                         |                                             |                                         |                           |                          |
| 1989 | Lakesha Lucky                           |                                         |                                             |                                         |                           |                          |
| 1990 | Chanel Dupree                           |                                         |                                             |                                         |                           |                          |
| 1991 | Amber Richards                          | Ginger Grant                            |                                             |                                         |                           |                          |
| 1992 | Mimi Marks                              | Denise Russell                          |                                             |                                         |                           |                          |
| 1993 | Monica Munro                            | Lady Catiria                            |                                             |                                         |                           |                          |
| 1994 | Cézanne                                 | Erica Christian                         |                                             |                                         |                           |                          |
| 1995 | Lady Catiria                            | Carmella Marcella Garcia                |                                             |                                         |                           |                          |
| 1996 | Paris Frantz                            | Victoria Le Paige                       |                                             |                                         |                           |                          |
| 1997 | Tasha Long                              | Dena Cass                               |                                             |                                         |                           |                          |
| 1998 | Michelle Dupree                         | Santana T. Summers                      |                                             |                                         |                           |                          |
| 1999 | Tommie Ross                             | Terri Williams                          |                                             |                                         |                           |                          |
| 2000 | Danielle Hunter                         | Tumara Mahorning                        |                                             |                                         |                           |                          |
| 2001 | Candis Cayne                            | Angel Sheridan                          |                                             |                                         |                           |                          |
| 2002 | Yoshiko Oshiro                          | Chevelle Brooks                         |                                             |                                         |                           |                          |
| 2003 | Erika Norell                            | Victoria Parker                         | Carl Harris (Dethroned) Ray Matthews        |                                         |                           |                          |
| 2004 | Erica Andrews                           | Anjelica Sanchez                        | Nikki Adams                                 | Antonio Edwards                         |                           |                          |
| 2005 | Domanique Shappelle                     | Amaya                                   | Barbara Herr                                | Tony Desario                            |                           |                          |
| 2006 | Victoria Le Paige                       | Desiree DeMornay                        | Maya Douglas                                | Simba Hall                              |                           |                          |
| 2007 | Necole Luv Dupree                       | Tajma Hall                              | Danielle Hunter                             | Rasean Montrese                         |                           |                          |
| 2008 | Tulsi                                   | Mercedes Tyler                          | Angel Sheridan                              | David "Freklz" Hunter                   |                           |                          |
| 2009 | Armani                                  | Coco Van Cartier                        | Michelle Fighter                            | Christopher Iman                        |                           |                          |
| 2010 | Mokha Montrese                          | Roxxxy Andrews                          | Electra                                     | Nick Gray                               |                           |                          |
| 2011 | Alexis Gabrielle Sherrington            | Chelsea Pearl                           | Daesha Richards                             | Phillip Alexander                       |                           |                          |
| 2012 | Sasha Colby                             | Tanisha Cassadine                       | Dana Douglas                                | Angel Saez                              |                           |                          |
| 2013 | Naysha Lopez                            | Whitney Paige Farra N. Hyte             | Kourtney Paige Van Wales                    | Kalil Valentino                         |                           |                          |
| 2014 | Brooke Lynn Hytes                       | Tahjee Iman                             | Lady Charisse Estrada                       | Joey Taylor                             |                           |                          |
| 2015 | Tiffany T. Hunter                       | Kofi                                    | Chantal Reshae                              | Mykul J. Valentine                      |                           |                          |
| 2016 | Jazell Barbie Royale                    | Natasha Douglas                         | Teryl Lynn Foxx                             | Antwuan Steele                          |                           |                          |
| 2017 | Shantell D’Marco                        | Keke Velazquez-Lord                     | Fontasia L'Amour                            | Ramon Ventura                           |                           |                          |
| 2018 | Stasha Sanchez                          | Chy'enne Valentino                      | Lorna Vando Misty Knight (Título Honorário) | Sir Valentino                           |                           |                          |
| 2019 | Vanessa Van Cartier                     | Darcel Stevens                          | A'zsia Dupree                               | Desi M. Andrews                         |                           |                          |
| 2020 | Cancelado devido à pandemia de COVID-19 | Cancelado devido à pandemia de COVID-19 | Cancelado devido à pandemia de COVID-19     | Cancelado devido à pandemia de COVID-19 |                           |                          |
| 2021 |                                         | Britney Taylor                          | Yosmein C. Starr                            |                                         |                           |                          |
| 2022 | Juliana Rivera                          | Rachel Meredith                         | Layla LaRue                                 | Travis Stancil                          |                           |                          |
| 2023 | Sunny Dee-Lite                          | Lindsay Paige                           | Taylor St. James                            | Syvon Sinatra                           |                           |                          |
| 2024 | Zhané Dawlingz                          | Alvion Arnell Davenport                 | Lee Ann Feathers / Honorary Fantasia Dior   | Noel Anaya                              | Dominink                  | Dioscar Montesino        |
| 2025 | Raquell Lord                            |                                         | Alexis Mateo                                | Raul Griffith-Valentin                  |                           |                          |

## Mídia popular
Cinema
- The Queens (2020), documentário dirigido por Mark Saxenmeyer [11][12][2]